# Sebastian Eisenblätter
Sebastian Eisenblätter (* 28. September 1983) ist ein ehemaliger deutscher Basketballspieler.

## Werdegang
Der 1,78 Meter große Aufbauspieler war mit dem TK Hannover in der 1. Regionalliga Nord vertreten, 2005 stieg er mit der Mannschaft in die 2. Regionalliga ab, in der er mit dem TKH in der Folge spielte. Eisenblätter war bis 2009 Mitglied der Mannschaft. Er war im Spieljahr 2008/09 mit 15 Punkten je Begegnung zweitbester Korbschütze des TKH.
In der Sommerpause 2009 holte der UBC Hannover den mit Spielübersicht und Schnelligkeit ausgestatteten Aufbauspieler in sein Aufgebot für die 2. Bundesliga ProA. Eisenblätter wurde während der Saison 2009/10 beim UBC in 16 Spielen der zweithöchsten deutschen Liga eingesetzt. Es blieb sein einziges Spieljahr beim UBC, später bestritt er wieder Einsätze für den TK Hannover in der 2. Regionalliga und war zuletzt in der Saison 2015/16 Teil der Mannschaft.